# 梅迪
梅迪（法語：Médis，法語發音：[medi]）是法国滨海夏朗德省的一个市镇，位于该省西南部，鲁瓦扬的东北部，属于桑特区。

## 地理
梅迪（45°38'33"N, 0°57'58"W）面积23.46 平方千米，位于法国新阿基坦大区滨海夏朗德省，该省份为法国西部滨海省份，北起旺代省，西临大西洋，南至吉倫特省，东南接多爾多涅省，东北接德塞夫勒省接壤，东临夏朗德省。
与梅迪接壤的市镇（或旧市镇、城区）包括：勒谢、鲁瓦扬、圣乔治德迪多讷、圣叙尔皮斯-德鲁瓦扬、索容、塞米萨克。

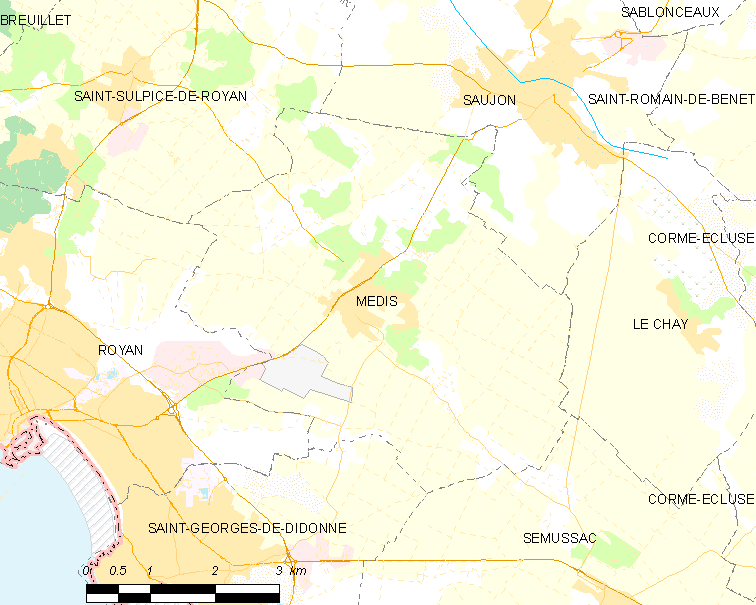
梅迪的OSM定位图

梅迪的时区为UTC+01:00、UTC+02:00（夏令时）。

## 行政
梅迪的邮政编码为17600，INSEE市镇编码为17228。

## 政治
梅迪所属的省级选区为索容县。

## 人口

1962-2008年间梅迪人口变化图示

梅迪于2022年1月1日时的人口数量为3041人。